# Andrzej W. Nowak
Andrzej Wojciech Nowak (ur. 1974) – polski filozof, doktor habilitowany w dziedzinie nauk humanistycznych. Profesor Uniwersytetu im. Adama Mickiewicza w Poznaniu, zatrudniony na Wydziale Filozoficznym. Jego badania naukowe dotyczą problematyki z zakresu ontologii, w tym ontologii społecznej, studiów nad nauką i socjologią wiedzy. W tym zakresie rozwija badania nad politycznymi i aksjologicznymi konsekwencjami tzw. zwrotu ontologicznego oraz posthumanizmu koncentrując się nad przemianami pojęcia wyobraźni.
Jest popularyzatorem na gruncie polskim teorii nowoczesnego systemu-świata Immanuela Wallersteina.
Zajmuje się także badaniem kontrowersji naukowo-społecznych, skupiając swą uwagę na kwestiach związanych z tzw. handlarzami wątpliwości, w tym tymi związanymi z ruchami antyszczepionkowymi.
Popularyzator nauki, stały współpracownik Czasu Kultury oraz portalu Kultura u podstaw.

## Życiorys
Doktoryzował się w 2006 roku na Wydziale Filozofii UAM na podstawie pracy pt. Podmiotowość jednostkowa w funkcjonalistycznych i historycznych teoriach systemów społecznych. W 2017 roku uzyskał stopień doktora habilitowanego na podstawie pracy pt. Wyobraźnia ontologiczna. Filozoficzna (re)konstrukcja fronetycznych nauk społecznych.

## Publikacje książkowe
- Wyobraźnia ontologiczna Filozoficzna (re)konstrukcja fronetycznych nauk społecznych (2016). Poznań-Warszawa: Wydawnictwo Naukowe UAM i Wydawnictwo IBL.
- Czyje lęki? Czyja nauka? Struktury wiedzy wobec kontrowersji naukowo-społecznych? (2016, z Krzysztofem Abriszewskim i Michałem Wróblewskim) Poznań: Wydawnictwo UAM.
- Podmiot, system, nowoczesność (2011). Poznań: Wydawnictwo Naukowe IF UAM.